# Cirrhilabrus rhomboidalis
Cirrhilabrus rhomboidalis là một loài cá biển thuộc chi Cirrhilabrus trong họ Cá bàng chài. Loài này được mô tả lần đầu tiên vào năm 1988.

## Từ nguyên
Tính từ định danh rhomboidalis trong tiếng Latinh có nghĩa là "hình thoi", hàm ý đề cập đến hình dạng của vây đuôi ở cá đực.

## Phạm vi phân bố và môi trường sống
C. rhomboidalis được tìm thấy tại đảo Kwajalein và Majuro (quần đảo Marshall), Yap và Pohnpei (Liên bang Micronesia), quốc đảo Palau cũng như đảo Saipan (Quần đảo Bắc Mariana). Loài này sinh sống tập trung gần các rạn san hô trên nền đá vụn ở độ sâu khoảng 35–50 m.

## Mô tả
Chiều dài lớn nhất được ghi nhận ở C. rhomboidalis là 8,5 cm. Cá đực có nhiều vệt sọc vàng trên khắp cơ thể và đầu của chúng. Đầu có màu tím, và phần thân có màu vàng nâu nhạt. Mống mắt màu đỏ cam. Vùng lưng trước và hậu môn có màu tím sẫm. Vây lưng và vây hậu môn trong suốt, lốm đốm các vệt sọc vàng như trên thân. Vây bụng dài, vượt qua vây hậu môn ở những con đực trưởng thành. Vây đuôi có hình thoi đặc trưng, và ở những con đực trưởng thành, vây đuôi thuôn nhọn như ngọn giáo, cũng lốm đốm các vệt vàng. Các vây này đều có viền xanh lam ở rìa.
Vào mùa giao phối, cá đực chuyển sang màu vàng tươi, và các vệt vàng trên cơ thể chuyển thành màu vàng kim rất sáng. Vùng tím ở lưng trước và hậu môn chuyển sang màu chàm, được nối với nhau bởi một vệt sọc dọc giữa thân màu xanh tím. Vây lưng, vây hậu môn và vây đuôi chuyển sang màu tím lam, lan rộng đến gáy và mõm.
Số gai ở vây lưng: 11; Số tia vây ở vây lưng: 9; Số gai ở vây hậu môn: 3; Số tia vây ở vây hậu môn: 9; Số tia vây ở vây ngực: 15; Số gai ở vây bụng: 1; Số tia vây ở vây bụng: 5.

## Phân loại học
C. rhomboidalis là loài chị em gần nhất với Cirrhilabrus lineatus và Cirrhilabrus rubrimarginatus.

## Thương mại
C. rhomboidalis được thu thập ngành trong ngành buôn bán cá cảnh và được bán với giá khoảng 400 USD một con tại Hoa Kỳ.